# Риус Ривера, Хуан
Хуан Риус-Ривера (исп. Juan Rius Rivera; 20 августа 1848 — 20 сентября 1924) — пуэрториканский офицер, служивший в Кубинской освободительной армии.

## Биография
Родился в Маягуэсе, Пуэрто-Рико. Родители — кофейные плантаторы. После учёбы в родном городке изучал юриспруденцию в Мадриде.
В 1868 году, вдохновленный идеями пуэрториканского революционера Рамона Эметерио Бетансеса, вступил в движение за независимость Пуэрто-Рико.
С началом Десятилетней войны в 1870 прибыл на Кубу. Там он, яро поддерживающий борцов на независимость, вступил в отряд к Хосе Риско, а позже переходит в отряд генерала Каликсто Гарсия. К 1874 Риус-Ривера сам командовал полком. После войны, несогласный с её итогом, уехал в Гондурас, где обрёл семью и открыл бизнес.
В 1896, во время Кубинской войны за независимость, вновь прибыл на остров, вступил в отряд Антонио Масео. После убийства Масео, Риус, вновь взявший на себя командование полком, был схвачен испанским генералом и депортирован в Испанию, где до конца войны оставался в тюрьме в Барселоне.
В сентябре 1900 года был избран членом Учредительного собрания молодой Республики Куба. Позже занимал один из министерских постов. В 1907, разочаровавшись в Поправке Платта (голосование за которую бойкотировал), навсегда покинул Кубу и уехал в Гондурас, где и скончался 20 сентября 1924 года. В 1958 году его останки были перевезены на Кубу и перезахоронены. В 2013 в родном городе был установлен его памятник.